# Hilmar Kallweit
Hans-Hilmar Kallweit (* 1941; † 10. Mai 2022 in Düsseldorf) war ein deutscher Germanist, Literatur- und Kulturwissenschaftler.

## Leben
Hilmar Kallweit lehrte an der Heinrich-Heine-Universität Düsseldorf. Zu seinen Forschungsschwerpunkten zählten Theorie und Geschichte des Romans sowie Literatur und Kultur des 18. Jahrhunderts. Kallweit war in der Abteilung für ältere Germanistik tätig. Im Jahre 2005 erfolgte seine Ernennung zum außerplanmäßigen Professor.

## Bibliographie

### Monographien
- Transformation des Textverständnisses: Überlegungen zu einer pragmatischen Theorie von Erzähltexten, Heidelberg 1978.
- Zukunftsfähiger Humanismus: Präzedenzfälle und Perspektiven, Bielefeld 2014.
- Kulturelle Konfigurationen: Studien zum Verhältnis von Wissensordnungen und Erzählformen, Paderborn 2015.

### Aufsätze und Artikel
- mit Wolf Lepenies: Genetischer Strukturalismus als Interpretationskonzept. In: Alternative Nr. 71, 1970, S. 88 ff.
- mit Rainer Wimmer: Ausbildungsprobleme im Fach Germanistik. In: Ruperto Carola. Zeitschrift der Vereinigung der Freunde der Studentenschaft der Universität Heidelberg, 24 (1972), S. 75–86.
- Erzähltheorie und Geschichtsphilosophie. Zur Charakterisierung der pragmatischen Geschichtsschreibung. In: Horst Walter Blanke, Jörn Rüsen (Hrsg.): Von der Aufklärung zum Historismus, Paderborn 1984, S. 155–157.
- Zur Topographie der Historie in enzyklopädischen Ordnungen des Wissens. In: Horst Walter Blanke, Jörn Rüsen (Hrsg.): Von der Aufklärung zum Historismus, Paderborn 1984, S. 105–131.
- Textgeschichte und ihr Wechselverhältnis mit der Sprachgeschichte: Forschungsperspektiven. In: Werner Besch, Oskar Reichmann, Stefan Sonderegger: Sprachgeschichte. Ein Handbuch zur Geschichte der deutschen Sprache und ihrer Erforschung, Berlin/New York 1984, S. 653–661.
- Archäologie des historischen Wissens. Zur Geschichtsschreibung Michel Foucaults. In: Christian Meier, Jörn Rüsen (Hrsg.): Theorie der Geschichte Bd. V: Historische Methode, München 1988, S. 267–299.
- Szenerien der Individualisierung. In: Manfred Frank, Anselm Haverkamp (Hrsg.): Individualität (= Poetik und Hermeneutik XIII), München 1988, S. 384–420.
- Paradoxe „accumulatio copiosa“: zu Kompilationsformen in Schriften Sebastian Francks. In: Jan-Dirk Müller (Hrsg.): Sebastian Franck, Wiesbaden 1993, S. 131–151.
- Zur „anthropologischen Wende“ in der zweiten Hälfte des 18. Jahrhunderts aus der Sicht des „Archäologen“ Michel Foucault. In: Hilmar Kallweit (Hrsg.): Anfänge modernen historischen Denkens, Frankfurt am Main 1994, S. 17–47.
- Ausdruck: Homogenisierung des Textes aus "lebendige Princip" in Körper und Seele. In: Jan-Dirk Müller (Hrsg.): "Aufführung" und "Schrift" in Mittelalter und Früher Neuzeit. DFG-Symposion 1994, Stuttgart/Weimar 1996, S. 633–653.
- Archäologie des Wissens. In: Klaus Weimar (Hrsg.): Reallexikon der deutschen Literaturwissenschaft, Bd. I, Berlin/New York 1997, S. 123–125.
- Artikel „Kompilation“. In: Klaus Weimar (Hrsg.): Reallexikon der deutschen Literaturwissenschaft, Bd. II, Berlin/New York 2000, S. 317a–321a.
- Zur Körperrhetorik und Mimik in der Diskussion der Spätaufklärung. In: Béatrice Dumiche (Hrsg.): Lectures françaises et allemandes du XVIIIe siècle, Bonn 2000, S. 163–178.